# Kotah

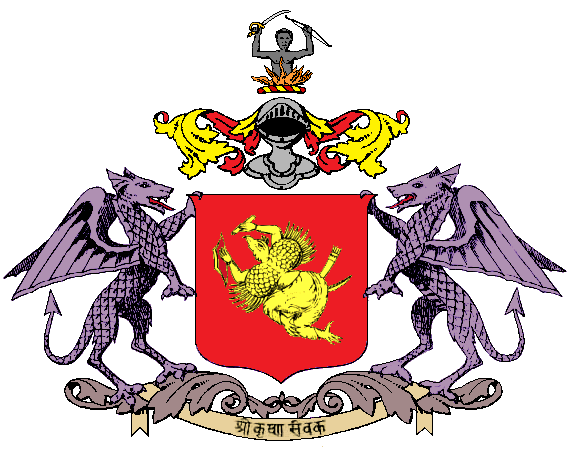
Blason

Kotah était un État princier des Indes, dirigé par des souverains qui portaient le titre de « maharao » et qui subsista jusqu'en 1949, date à laquelle il fut intégrer à l'État du Rajasthan.

## Liste des maharaos de Kotah
- 1771-1819 Umaid Singh Ier (1761-1819)
- 1819-1827 Kishore Singh II (v.1781-1827)
- 1827-1866 Ram Singh II (+1866)
- 1866-1889 Chhatar Sal II (+1889)
- 1889-1941 Umaid Singh II (en) (1873-1941)
- 1941-1949 Bhim Singh II (en) (1909-1991)

### Maaharaos titulaires
- 1941-1991 Bhim Singh II (en) (1909-1991)
- 1991-2022 Brijraj Singh (en) (1909-1991)
- Depuis 2022 Ijyaraj Singh (en) (1909-1991)